# Sheila Wolf

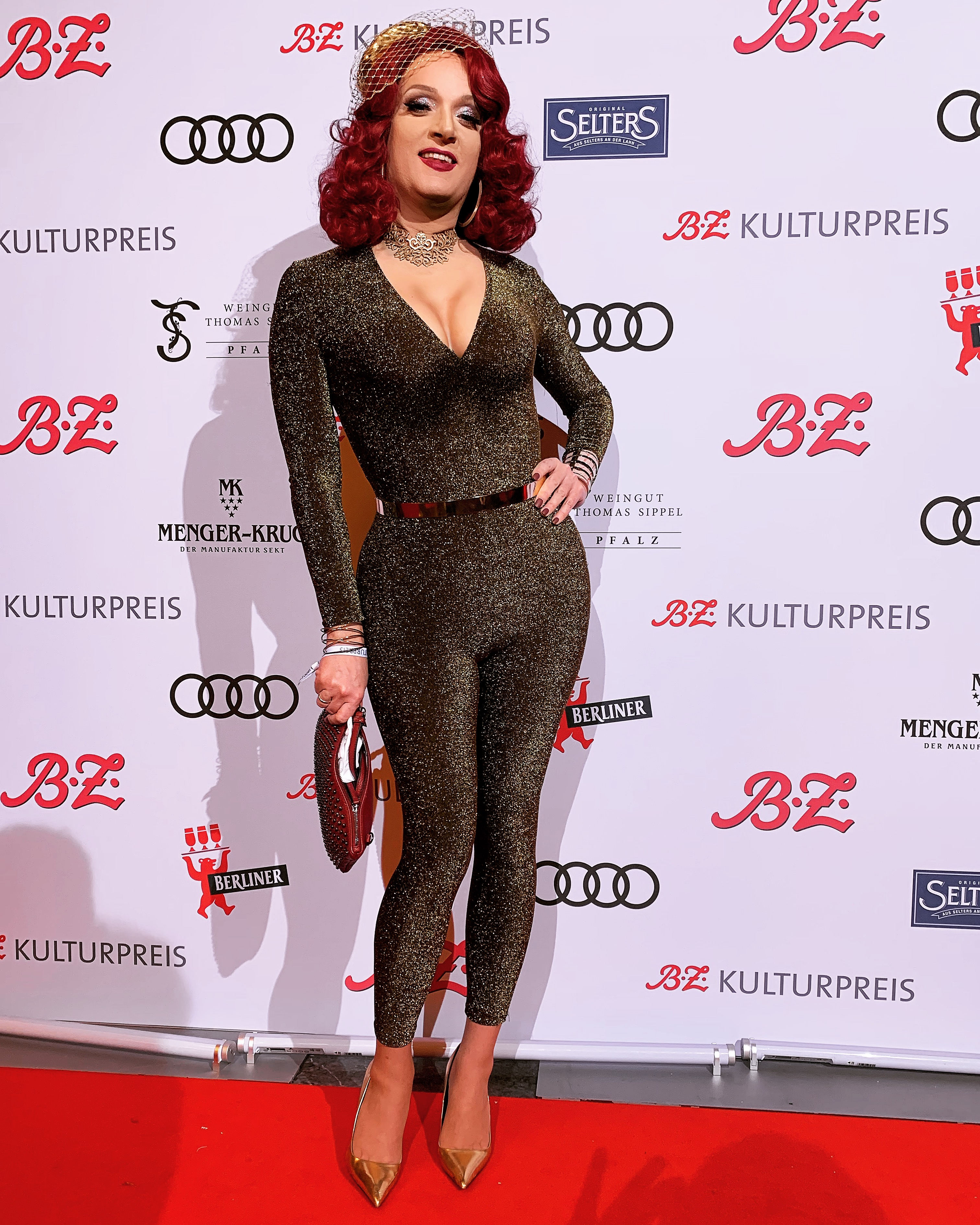
Sheila Wolf auf dem Roten Teppich der B.Z.-Kulturgala 2019

Sheila Wolf ist eine Kunstfigur des Travestie- und Cabaretkünstlers Wolf Teichert (* 15. März 1969 in Berlin), der unter dem Namen Sheila Wolf als Dragqueen und Vertreter(in) des New Burlesque auftritt. Neben Auftritten auf allen deutschen und vielen europäischen Burlesquefestivals ist er der Gründer der Vaudeville Variety Revue und des deutschen Boylesque Drag Festivals. Er arbeitet als Performer(in), Model, Schauspieler(in) und Moderator(in).

## Leben

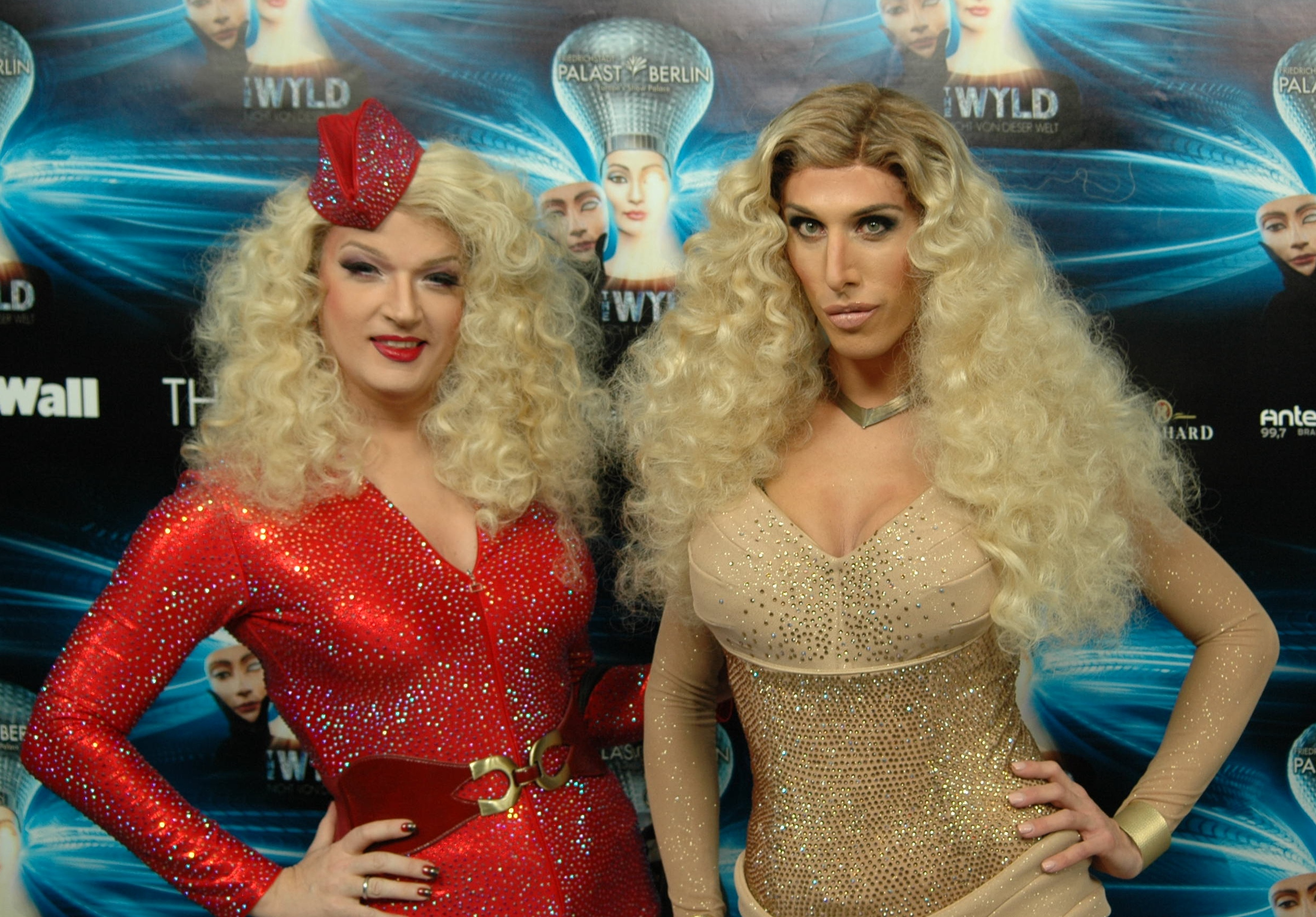
Sheila Wolf (links) bei der Weltpremiere von The Wyld

Teichert wuchs als Älterer von zwei Brüdern im Bezirk Berlin-Neukölln auf und absolvierte eine Ausbildung als Schriftsetzer in der Bundesdruckerei. Anschließend war er als Grafik-Designer bei der Firma CitySatz GmbH angestellt. Die Leidenschaft zum Rock ’n’ Roll prägte viele Jahre. Im Alter von 34 Jahren entdeckte er die Kunst der Travestie und integrierte den Stil des Rockabilly schnell in seine Kunstfigur Sheila Wolf, Berlins einzige queere Rockabella.
Sheila Wolf arbeitet seit 2004 als Kolumnistin für das queere Kultur- und Lifestylemagazin Queerlesque und schrieb von 2012 bis 2014 für das Printmagazin gaymaxx in Berlin.
Der Schritt in die gerade aufblühende Burlesquewelt 2006 wurde angeregt durch Deutschlands erste Burlesque-Comedy-a-Go-Go-Truppe The Teaserettes, deren Gründerin Sandra Steffl maßgeblich dafür verantwortlich war, dass er die Bühne eroberte. Nach ersten kleinen Koproduktionen in der Berliner Burlesqueszene konnte Sheila Wolf mit den ersten drei eigenen Veranstaltungen namens Queerlesque Festival von 2012 bis 2014 eigene Events veranstalten.
2012 trat Sheila Wolf im Musikvideo von Morten Harket, dem Frontsänger der Gruppe A-ha, als Hauptakteur in Erscheinung und zeigte erstmals die Person hinter der Kunstfigur und die Verwandlung. Das Video wurde 2013 auf dem Transgender-Filmfestival in Kiel ausgezeichnet.
Seit 2014 produziert Sheila Wolf eine Revue mit den Namen Vaudeville Variety Burlesque Revue in Berlins größten Theatern, wie Admiralspalast, Tipi am Kanzleramt und Wintergarten Berlin, moderiert eine Vielzahl von deutschen Burlesque-Festivals und tritt bei in europäischen Burlesque Festivals und Corporate Events als Performer oder Walking Act auf.
Ab 2018 tourte der Künstler mit der Tanztruppe Die Gl'Amouresque als Burlesque-Late-Night Show durch Theater wie Bar jeder Vernunft und Komödie am Altstadtmarkt.
2019 entstand die Idee, mit dem Vienna Boylesque Festival eine Zusammenarbeit anzustreben und ein ähnliches Konzept für Deutschland aufzubauen. Im Mai 2019 fand an zwei Tagen Deutschlands erstes Boylesque Drag Festival statt.
Der Umstand, dass mit Wolf Teichert ein heterosexueller Familienvater als die Kunstfigur Sheila Wolf auf der Bühne steht, gilt noch immer als ungewöhnlich und veranlasste sowohl Lokalsender als auch das Privatfernsehen zur Berichterstattung über das „Doppelleben“.
2020 übernahm Wolf die Rolle der Styling-Expertin in der Drag Makeover Sendung The Diva in me bei TVNOW. An der Produktion waren zudem Kelly Heelton und Barbie Breakout als weitere Dragqueens beteiligt.

## Soziales Engagement
Seit der zweiten Vaudeville Variety Burlesque Revue in Berlin sammelt Sheila Wolf bei jeder Revue Spenden namhafter Unternehmen für eine Tombola, um den Erlös zu 100 % an die Obdachlosenhilfe strassenfeger mob e.V. zu spenden. Außerdem unterstützt sie die Aktion sleep out Berlin gemeinsam mit vielen anderen Bekanntheiten.

## Filmografie
- 2011 VOX Endlich Zuhause[12]
- 2012 Musikvideo: Morten Harket I am the one
- 2013 Musikvideo: Mark Owen Stars
- 2013 RTL2 Frauentausch[13]
- 2017 Musikvideo: Nerdschool Going Down[14]
- 2019 Musikvideo: Metafiction Cabaret Happiness Officer[15]
- 2020 TV Now The Diva in me[16] Makeover-Reality-Show